# Reddito dominicale
Il reddito dominicale (da dominus in latino signore), indica quella parte di reddito relativa alla proprietà dei beni e non al concreto esercizio dell'attività agricola.

## Storia
Fu merito degli economisti della seconda metà del XVIII secolo l'aver esaminato a fondo la questione, in particolare i fisiocratici e Adam Smith. In particolare, il reddito domenicale era quella parte del reddito che spettava al padrone del fondo che remunerava la naturale maggiore fertilità di un fondo rispetto ai fondi marginali od altri pregi equivalenti: ad esempio la maggior vicinanza ai mercati di consumo. L'esempio americano induceva a ritenere più apprezzati i fondi vicini alle coste atlantiche, piuttosto che quelli dell'interno più fertili, ma con trasporti più disagiati o soggetti al pericolo degli indiani.

## Nel mondo
- Austria: regime normale per le imposte, valore catastale per le successioni.
- Belgio: regime normale per le imposte e in taluni casi valore catastale per le successioni.
- Danimarca: regime normale per le imposte.
- Finlandia: regime normale per le imposte e valore convenzionale per le successioni.
- Francia: regime normale per le imposte dirette (forfettario per le piccole imprese), valore catastale per il patrimonio e valore di mercato con agevolazioni per l'agricoltura, per la successione e per il registro.
- Germania: regime normale per le imposte dirette (forfettario per le piccole imprese), valore convenzionale per il patrimonio e le successioni e valore di mercato per il registro, con esenzioni per l'agricoltura.
- Grecia: regime normale per le imposte.
- Irlanda: regime normale e agevolazioni per l'agricoltura.
- Paesi Bassi: regime normale e valore di mercato
- Portogallo: regime normale (forfettario per le piccole imprese), valore catastale, e valore di mercato se superiore al valore catastale
- Regno Unito: regime normale e valore catastale per l'imposta sul patrimonio.
- Spagna: regime normale e valore di mercato se superiore al valore catastale
- Svezia: regime normale.

### Italia
La determinazione avviene applicando le tariffe d'estimo che prevedono, a livello locale (per lo più sono elaborate per ogni singolo Comune), per ogni tipologia di coltura una apposita tariffa. Nella concreta applicazione del reddito catastale, possono verificarsi due casi:
- se la coltura praticata è uguale a quella risultante in catasto: il reddito corrisponde a quello catastale
- se la coltura praticata è diversa da quella risultante in catasto: si applica la tariffa d'estimo media attribuibile alla qualità di coltura praticata.

Le tariffe d'estimo sono soggette a revisione quando se ne manifesti l'esigenza e, comunque, ogni dieci anni. La revisione è disposta con decreto del ministro dell'Economia e delle Finanze, previo parere della Commissione censuaria centrale e può essere effettuata, d'ufficio o su richiesta dei Comuni interessati, anche per singole zone censuarie e per singole qualità e classi di terreni. Prima di procedervi, gli uffici tecnici erariali devono sentire i Comuni interessati. Le modificazioni derivanti dalla revisione hanno effetto dall'anno successivo a quello di pubblicazione nella Gazzetta Ufficiale del nuovo prospetto delle tariffe d'estimo. In attesa della revisione dell'estimo, è comunque previsto che il reddito dominicale da dichiarare deve essere rivalutato dell'80 per cento. 
La rivalutazione, la quale è stabilita per legge e applicata come percentuale fissa al reddito dominicale e al reddito agrario, deve essere operata da chi presta l’assistenza fiscale e ha l'obiettivo di adeguare periodicamente il valore fiscale dei terreni, in modo che sia più vicino al valore reale e all'acquisto. Questo permette di aggiornare il carico fiscale in modo coerente con le variazioni economiche, assicurando che il sistema fiscale resti equo e che i valori non si discostano troppo dalla realtà del mercato e dell'agricoltura. 
Sono interessati alla rivalutazione tutti i proprietari di terreni agricoli ma con alcune differenze, perché :
- I coltivatori diretti e Imprenditori Agricoli Professionali (IAP) spesso hanno agevolazioni fiscali che riducono o escludono gli effetti della rivalutazione su alcune imposte.

- I proprietari non coltivatori diretti vedono invece applicata la rivalutazione piena, e pagano imposte basate sul reddito dominicale rivalutato.

Un esempio di rivalutazione: se il reddito dominicale originale era di 1.000 euro, con una rivalutazione del 30%, diventerà: 1.000 euro + (1.000euro×30%) =1.300euro
Le variazioni del reddito dominicale invece, purché non si tratti di eventi transitori o intenzionali, possono essere di due tipi:
- in aumento
- in diminuzione

Le variazioni danno luogo a revisione del classamento dei terreni cui si riferiscono. 
Se a tali terreni non si possono attribuire qualità o classi già esistenti nel comune o nella sezione censuaria, si applicano le tariffe più prossime per ammontare fra quelle attribuite a terreni della stessa qualità di coltura ubicati in altri comuni o sezioni censuarie, purché in condizioni agrologicamente equiparabili.

L'omessa denuncia delle situazioni che danno luogo a variazione in aumento del reddito dominicale comporta una sanzione da 258 a 2.065 euro.
Una variazione in aumento si verifica quando si ha la sostituzione di una coltura risultante dal catasto con una di maggior reddito. La denuncia deve avvenire entro il 31 gennaio dell'anno successivo a quello in cui si sono verificati i fatti modificativi e hanno effetto da tale anno. In diminuzione se si introduce una coltura di minor reddito o si verifica una diminuzione della capacità produttiva del terreno per cause di forza maggiore (naturale esaurimento, eventi fitopatologici o entomologici, eccetera).
Se la denuncia è stata presentata entro il 31 gennaio dell'anno successivo, hanno effetto dall'anno in cui si sono verificati i fatti modificativi; se è stata presentata successivamente, hanno effetto dall'anno in cui è stata presentata la denuncia.

## Riferimenti normativi
- Art. 3 del Decreto legislativo 18 dicembre 1997, n. 471 - Riforma delle sanzioni tributarie non penali in materia di imposte dirette, di imposta sul valore aggiunto e di riscossione dei tributi, a norma dell'articolo 3, comma 133, lettera q) , della legge 23 dicembre 1996, n. 662.